# Liste arabischer Bezeichnungen für islamische Begriffe
Viele der hier aufgeführten Begriffe entstammen der traditionellen islamischen Weltsicht und beziehen sich oft auch auf rechtliche Aspekte. Obwohl sie wohl noch weitestgehend mit traditioneller Bedeutung gebraucht werden, gab und gibt es Bemühungen, einige Begriffe neu zu definieren. Bestes Beispiel ist „Dschihad“, der von einem Lager nur noch defensiv-friedlich verstanden werden will, vom fundamentalistischen Lager jedoch extrem aggressiv verstanden wird, weshalb man diese Leute auch als „Dschihadisten“ bezeichnet.
Die lateinische Umschrift wird in Namenskonventionen/Arabisch erklärt.

## A
āḫira/āchira(الآخرة al-āḫira), ‘das Jenseits’.
adab(أدب adab) ‘gutes Benehmen, feine Sitte’, dann auch die schöne Literatur sowie der klassische Bildungskanon.
adhān / aḏān(أذان aḏān) Gebetsruf (öffentlich oder privat) zu den fünf Pflichtgebeten (Salāt) des Tages.
ʿadl(عدل) Gerechtigkeit, i. R. Unbescholtenheit
ahl al-bait(أهل البيت) „Die Angehörigen des Hauses“, d. h. die Familie Muḥammads und seine Nachkommen.
Ahl al-Kisa(أهل الكساء, ahl al-kisāʾ) Die fünf «Leute des Mantels», eine der vielen schiitischen Bezeichnungen für Mohammed und seine engsten Angehörigen Fatima, 'Ali, Hasan und Husain. Mohammed soll sie unter seinem Mantel genommen haben. Auch ashab al-kisa (أصحاب الكساء, aṣḥāb al-kisāʾ) „Besitzer des Mantels“ genannt.
ahl al-kitāb(أهل الكتاب) Koranischer Begriff und Terminus der Jurisprudenz: „die Schriftbesitzer“, d. h. die Juden und Christen, die unter islamischer Herrschaft den Rechtsstatus als Dhimmi (Schutzbefohlene) erhalten.
Allāh(الله allāh), „Gott“, d. h. der eine Gott [im Gegensatz zu ‘ein Gott’ (اله ilāh ‘Gott’, ‘Gottheit’)].
ansar(الأنصار) Bezeichnung für die medinensischen „Helfer“/„Unterstützer“ Mohammeds.
ʿAqīda(عقيدة) Glaubensfundament, Glaubensinhalte; Glaubensrichtung
ʿAqīqa(عقيقة) Bezeichnung eines Festes am siebten Tag nach der Geburt mit Opfertier und Rasur des Haupthaares des Kindes
ʿaschura(عاشوراء, ʿāschūrāʾ) „der zehnte (Tag)“, imamitisches und alevitisches Trauerfest am 10. Muharram zur Erinnerung an Husains Martyrium bei Kerbela. Gemäß der Lehre der Nusairier erlitt Husain nicht den Märtyrertod. Er stieg an diesem Tag zum Himmel auf und ließ seinen Doppelgänger Hanzala ibn As'ad asch-Schibami (حنظلة بن أسعد الشبامي) zurück, der sich für ihn aufopferte.
āya(آية) Zeichen, Koranvers, Vers einer Sure

## B
bai'a baiʿa, bai'a(t)(بيعة) Treuegelöbnis, Gefolgseid, Huldigung
basmala(بسملة) Die religiöse Formel bi-smi llāhi r-raḥmāni r-raḥīm, „Im Namen des barmherzigen und gnädigen Gottes“; der Begriff basmala bezieht sich auf die gesprochene (rezitierte) wie auch die geschriebene Form derselben.
bidʿa(بدعة) Neuerung, Ketzerei

## C
al-chawaridsch(الخوارج) «Die Abtrünnigen», die die „Partei Alis“ verließen. Eine Splittergruppe der Schi'iten im ersten muslimischen Jahrhundert (7. Jahrhundert n. Chr.).
chatīb(خطيب) Islamischer Prediger, der die Freitagspredigt (chutba) hält (siehe unten).
chutba(خطبة) (Freitags)Predigt über religionsrelevante Themen. Eine weitere Bedeutung des Wortes ist: Verlobung.

## D
daddschāl(الدجال) wörtlich der Lügner, eine endzeitliche Verführergestalt („der Antichrist“).
dar as-sulh(دار الصلح) Gebiete außerhalb des „Hauses des Islam“, mit denen es zwischenstaatliche Verträge gibt.
dar al-harb(دار الحرب) „Haus des Krieges“, alle außerhalb des islamischen Bereichs stehenden Gebiete.
dar al-islam(دار الإسلام) „Haus des Islam“, alle innerhalb des islamischen Bereichs stehenden Gebiete. Einer anderen Auffassung zufolge zusätzlich alle Gebiete, in denen Muslimen die Ausübung ihrer religiösen Pflichten möglich ist.
daʿwa(دعوة) Ruf, Aufruf zum Islam (im bekehrenden Sinne)
dhikr(ذكر) Erwähnung (Lobpreisung) Gottes, Anrufung Gottes
dhimmi(ذمي) einem Schutzvertrag unterstehende nichtmuslimische Bewohner unter islamischer Herrschaft
dīn(دين) „Religion“ oder „Glaube“ und die damit verbundenen Verpflichtungen gegenüber Gott.
dschinn (ǧinn)(جني/جن/جان) Fabelwesen der arabischen Mythologie, im Koran Schaden und Schrecken verursachende Dämonen oder Geister oder Doppelgänger der Menschen
dschihad (ǧihād)(جهاد): Islamisch motivierter Kampf. Zur Verteidigung Pflicht jedes einzelnen Muslim (fard ain); zur Eroberung neuer Gebiete kollektive Pflicht aller Muslime (fard kifaya). Im Sufismus auch Kampf gegen die Triebseele.
dschahiliyya (ǧāhiliyya)(جاهلية) islamische Bezeichnung für die präislamische Epoche der „Unwissenheit“
dschamiʿ (ǧāmiʿ)(جامع) „Versammlung“, (große) Moschee, Freitagsmoschee/Hauptmoschee, in der gepredigt wird; zentraler Versammlungsort
dschizya ǧizya(جزية) Kopfsteuer der freien Nicht-Muslime unter muslimischer Herrschaft
duʿā' duʿāʾ(دعاء): Fürbitte; Bittgebet (mit der Präp. li); Verfluchung (mit der Präp. ʿalā)

## F
fana(فناء) Zentraler Begriff des Sufismus, das «Entwerden»
fard(فرض) Religiöse Pflicht (ein Gebet, Fasten usw.); Pflichtteil im islamischen Erbrecht
fatwa(فتوى) Rechtsgutachten nach der islamischen Jurisprudenz (fiqh).
fiqh(فقه) Islamische Rechtswissenschaft
fitna(فتنة) Versuchung, schwere Prüfung; Glaubensabfall
fitra(فطرة) Natur, Schöpfung; angeborene Naturanlage (und damit Gottergebenheit) eines jeden Menschen

## G
ghusl(غسل) Rituelle Ganzkörperwaschung
ǧanāba(جنابة) Zustand der rituellen Unreinheit
ǧund(جند) Aus dem Koran abgeleiteter Begriff für Armee oder Truppe

## H
hadd(حد) Pl. hudud (حدود) „Grenze“, die im Koran erwähnten Kapitalverbrechen und deren Strafen
hadith ḥadīṯ(حدِيث) Pl. aḥādīṯ (حاديث) Überlieferungen über Taten und Aussagen des Propheten Muḥammad.
hadīth qudsī(حديث قدسي, hadīth qudsī) „heiliger Hadith“, d. h. eine Überlieferung, in der ein (außerkoranisches) Gotteswort mitgeteilt wird.
haddsch(حج) Die religiöse Pflicht der Pilgerfahrt nach Mekka, eine der fünf Säulen des Islam
hadrat / ḥaḍra(t) / ḥażrat / hazret(حضرة) „Gegenwart“; besonders in der persischen Verbindung ḥażrat-i (Hazreti) als Titel und Anredeform gebraucht, die hohen Respekt zum Ausdruck bringt
hāfiz(حافظ) Jemand, der den Koran auswendig kennt; weiblich: Hafiza (ḥāfiẓa).
halāl(حلال) Im Koran und in der Jurisprudenz festgelegtes „Erlaubtes“ für den Gläubigen
Harbī(حربي) Nicht-muslimischer Bewohner des Dar al-harb, der keinerlei Rechte hat
haqiqa(حقيقة) Wahrheit
harām(حرام) Im Koran festgelegtes „Verbotenes“ für den Gläubigen
hidschāb(حجاب) Wörtl. Übersetzung: „Vorhang“, etwas das verhüllt, versteckt, bedeckt; wird als Bezeichnung für verhüllende Kleidung bei muslimischen Frauen verwendet.
hidschra(هجرة) Auszug Muhammads und seiner Gefährten aus Mekka nach Medina
hudna(هدنة) Zeitlich begrenzter Waffenstillstand, auch mit Nichtmuslimen möglich
hukm(حكم) Religiöser Rechtsentscheid, direkt aus Koran und Sunna erkennbares Gebot und Verbot, deren Gesamtheit die Scharia ausmacht
Huri(حور) Ewig jungfräuliche Frauen, die einen im Paradies erwarten.

## I
'ibada(عبادة, ʿibāda) gottesdienstliche Handlung
'id al-adha(عيد الأضحى, ʿīd al-adhā) «Opferfest» am 10. Dhū l-Hiddscha während der Wallfahrtswoche.
'id al-fitr(عيد الفطر, ʿīd al-fitr) «Fest des Fastenbrechens» am 1. Schawwal nach dem Ende des Ramadans.
idschmāʿ(إجماع) Konsens der Rechtsgelehrten
idschtihād(اجتهاد) Entscheidungsfindung aufgrund eigenständiger Interpretation der Rechtsquellen (siehe Fiqh); auch allg. für „selbständiges Denken“
ihrām(إحرام) Weihezustand des Mekkapilgers
'ilm(علم) Wissenschaft im Allgemeinen; Kenntnis des Hadith
imam(إمام) Vorbeter; jmd. der anderen vorsteht
imama(إمامة) Das Imamat
iman(إيمان) Glaube
Inschallah(إن شاء الله,) so Gott will
iqāma(إقامة) Die Aufforderung zum Gebet in der Moschee
islam(إسلام) Von der arab. Wortwurzel „s-l-m“; abgeleitet: Hingabe (an Gott). Islam bedeutet somit „Unterwerfung“ und/oder „Hinwendung“ an den (einzigen) Gott.
isnād(إسناد) Überliefererkette eines Hadith, in der die Überlieferer der Aussprüche und Taten von Mohammed angeführt sind.
israf(إسراف) Verschwendung, mehr tun als vom Islam gefordert

## K
kalam(كلام) Systematische Theologie.
kalif(خليفة) Nachfolger oder auch Stellvertreter. Bezeichnet den islamischen Herrscher (Nachfolger Mohammeds), siehe auch Kalifat
kalifat: Islamische Herrschaft durch einen Kalifen.
koran(قرآن) „Lesung / Rezitation“, der Koran, die heilige Schrift der Muslime – in erster Linie als rezitierter Text, dann auch als geschriebenes Buch (muṣḥaf).
kufr(كفر) „Leugnung“, von der Wortwurzel kafara, was bedecken, verbergen bedeutet; wer die Wahrheit kennt, sie aber „bedeckt“, d. h., sie leugnet, begeht kufr, ist also kāfir („Leugner“).
kafir kāfir(كافر) Jemand, der die Wahrheit leugnet, ein „Ungläubiger“; im juristischen Sinne auch „Nichtmuslim“.
takfir: (تكفير) Jemanden zum Ungläubigen (kafir) erklären; meint meist die Verketzerung von Muslimen mit abweichender Meinung.
al-kutub al-arba'a(الكتب الأربعة) Die «Vier Bücher»; die vier imamitischen (zwölferschiitischen) „kanonischen“ Hadith-Sammlungen:
- al-Kāfī (الكافي) «das Genügende» oder «das Umfassende» von Abu Dscha'far Muhammad ibn Ya'qub al-Kulini / al-Kulaini ar-Razi (أبو جعفر محمد بن يعقوب الكليني الرازي) gestorben 328/939.
- [Kitāb] Man lā yahduruhu 'l-faqīh (من لا يحضره الفقيه) «Das Buch dessen, der keinen Rechtsgelehrten bei sich hat» von Abu Dscha'far Muhammad ibn 'Ali (أبو جعفر محمد بن علي), bekannt als Ibn Babawaih / Ibn Babuyah al-Qummi (ابن بابويه القمي), gestorben 381/991.
- Tahdhīb al-aḥkām (تهذيب الأحكام) «Die Revision der rechtlichen Bestimmungen» von Abu Dscha'far Muhammad ibn al-Hasan at-Tusi (أبو جعفر محمد بن الحسن الطوسي) gestorben 459/1067 oder 460/1068.
- al-Istibṣār fī-mā 'chtulifa fīhi min al-achbār (الاستبصار فيما اختلف فيه من الأخبار) «Die Betrachtung der umstrittenen Überlieferungen» auch von at-Tusi.

al-kutub as-sitta(الكتب الستة) Die «Sechs Bücher», die sechs (gelegentlich als „kanonisch“ bezeichneten) sunnitischen Hadith-Sammlungen:
- Ṣaḥīḥ al-Buchārī = al-Dschāmi' as-sahīh (الجامع الصحيح) «Die korrekte Sammlung» von Abu 'Abdallah Muhammad ibn Isma'il al-Buchārī al-Dschu'fi (أبو عبد الله محمد بن إسماعيل البخاري الجعفي) gestorben 256/870.
- Ṣaḥīḥ Muslim = al-Dschāmi' as-sahīh (الجامع الصحيح) «Die korrekte Sammlung» von Abu l-Husain Muslim ibn al-Haddschadsch al-Quschairi an-Naisaburi (أبو الحسين مسلم بن الحجاج القشيري النيسابوري), gestorben 261/875.
- Sunan at-Tirmidhī = as-Sunan oder al-Dschāmi' as-sahīh fī s-sunan (الجامع الصحيح في السنن) «Die korrekte Sammlung der Traditionen» von Abu 'Isa Muhammad ibn 'Isa at-Tirmidhi (أبو عيسى محمد بن عيسى الترمذي) gestorben 279/892.
- Kitāb as-Sunan (كتاب السنن) «Das Buch der Traditionen» von Abū Dāwūd Sulaimān ibn al-Aschʿath as-Sidschistānī (Abū Dāwūd Sulaimān ibn al-Ašʿaṯ as-Siǧistānī) (أبو داود سليمان بن الأشعث السجستاني) gestorben 275/889.
- Kitāb as-Sunan (كتاب السنن) «Das Buch der Traditionen» von Abu 'Abd ar-Rahman Ahmad ibn 'Ali an-Nasaʾi (أبو عبد الرحمن أحمد بن علي النسائي) gestorben 303/915.
- Kitāb as-Sunan (كتاب السنن) «Das Buch der Traditionen» von Abu 'Abdallah Muhammad ibn Yazid ar Raba'i al-Qazwini (أبو عبد الله محمد بن يزيد الربعي القزويني), bekannt als Ibn Madschah / Ibn Māǧah (ابن ماجه), gestorben 273/887.

## L
lahut(لاهوت, lāhūt) „Gottheit, Göttlichkeit“, auch „Gotteswelt“, «Gott in seiner wahren Realität»; (ʿilm al-lāhūt bedeutet auch „Theologie“).
Lailatu 'l-Qadr(لَيْلَة الْقَدْرِ) Nacht der Allmacht, Nacht des Schicksals, Nacht der Bestimmung (27. Ramadan eines jeden Jahres).

## M
madhhab(مذهب) Rechts- oder andere wissenschaftliche Schule
madrasa(مدرسة) Koranschule oder theologische Hochschule
mahdi(مهدى) der erwartete Welt- und Glaubenserneuerer
mahrammännlicher Verwandter, vor dem eine Frau sich nicht verhüllen muss
makrūh(مكروه) verpönte Handlung
malak(ملك) Engel
ma'rifa(معرفة) Erkenntnis, Gnosis
masdschid(مسجد) Platz des «Niederwerfens», meist eher kleine Moschee (Moschee kommt von masdschid), für das fünfmal tägliche Gebet, oft im Gegensatz zur dschami.
mihrāb(محراب) Gebetsnische, zeigt die Richtung nach Mekka an
minbar(منبر) «Kanzel», erhöhter Platz zum Vortrag der freitäglichen chutba
mu'allim(معلم) allgemein Lehrer
mu'ahid(معاهد) tolerierter nicht-islamischer Andersgläubiger
mudschahed(مجاهد) Kämpfer für den Glauben
mufti(مفتى) (staatlich anerkannter) Rechtsgelehrter, jemand der Fatwas erstellen kann.
muhadschir(مهاجر) meist in Plural: al-muhadschirun, die mekkanischen Gefährten Mohammeds, die aus Mekka nach Medina ausgewandert sind. «Auswanderer» (zum Beispiel von Indien nach Pakistan)
munadschat(مناجاة) «vertraute Zwiesprache»
munāfiq(منافق) religiöser Heuchler
murtadd(مرتد) Apostat, vom Islam Abgefallener.
muschrik(مشرك) Polytheist
mus'haf(مصحف) „gebundenes Buch“, der Koran in Buchform, (arabisches) Koranexemplar.

## N
nabiy(نبى) Prophet
nafas(نفس) eigentlich «Atem». Bei den Alewiten Bezeichnung für eine «Gebetshymne».
nafs(نفس) Im religiösen Kontext soviel bedeutend wie «Seele», in anderen Zusammenhängen dagegen «Psyche». Als Zentrum emotionaler Strebungen werden in diesem Empfindungen aufgenommen und verarbeitet sowie Antriebe des Handelns generiert. Die «Seele» gilt dagegen als Akkumulator moralischer Qualitäten der Handlungen des Menschen und als Bewertungsmesser des Letzteren und ist im Unterschied zur Psyche metaphysischer Natur. Nafs hat oft die Bedeutung von Triebseele, Ego, selbstsüchtige Wünsche.
nahw(نحو) Syntax (Satzbau), in der arabischen Grammatik (im Gegensatz zur Formenlehre, ṣarf).

## Q
qibla(قبلة) Gebetsrichtung
qiyās(قياس) «Analogieschluss» in der islamischen Rechtswissenschaft Fiqh

## R
ramadān(رمضان) Fastenmonat
rasūl(رسول) Gesandter Gottes (nur Adam, Noah, Abraham/Ibrahim, Moses/Musa, Jesus/Isa, Muhammad)
ridda(ردة) Abfallen vom Islam, siehe auch murtadd
ruh(روح) Geist, im Unterschied zu nafs
Ra'uf raʾūf(رؤوف) barmherzig, ar-Raʾūf „der Barmherzige“ ist einer der Namen Gottes.

## S
sadaqa(صدقة) freiwillige Spende an Bedürftige
salām(سلام) Friede – informeller Gruß, das formelle Pendant dazu lautet as-salāmu ʿalaikum: (السلام عليكم) der Friede sei mit Dir (Gruß unter Muslimen)
salāt, ṣalāh(صلاة) Gebet; rituelles Gebet (sowohl Pflicht- als auch freiwilliges Gebet); Pl. ṣalawāt, Bezeichnung für die fünf täglichen Gebete (eine der fünf Säulen des Islam).
sakīna(سكينة) Im Koran erwähnte innere Ruhe
saum(صوم) Fasten, eine der fünf Säulen
schahāda(شهادة) das Glaubensbekenntnis, eine der fünf Säulen
schahīd(شهيد) islamischer Märtyrer
scharia(شريعة) islamisches Gesetz; für alle Bereiche des Lebens zuständig
schiat ali(شيعة علي) «Partei Alis», eine der zwei großen Glaubensrichtungen im Islam
schirk(شرك) «Polytheismus», «Vielgötterei», «Idolatrie», manchmal auch jede andere Form des Abweichens
schura(شورى) Beratung, Ratsversammlung (die einberufen oder gewählt sein kann), oft mit «Parlament» übersetzt
silsila(سلسلة) Kette, meist spirituelle Überlieferungskette im Sufismus (islamische Mystik)
aṣ-Ṣirāṭ(الصراط); Weg, besonders der „gerade Weg“ im religiösen Sinne; auch die Sirat-Brücke, eine haarfeine und messerscharfe Brücke, über die am Tag des Jüngsten Gerichts die Seele gehen muss, um ins Paradies zu gelangen.
siyar(سير) Regelt im islamischen Recht (Fiqh) das Kriegs- und Fremdenrecht.
sunna(سنة) «Brauch», die Summe der Taten und Anweisungen des Propheten. Die zweite Quelle des islamischen Rechts nach dem Koran.

## T
tadschwid(تجويد) die korrekte Rezitation; Koranrezitation nach den Regeln der Kunst.
tafsir(تفسير) Erklärung, Auslegung des Korans, Exegese; Korankommentar.
tāghūt(طاغوت) (Pl. tawaghit): Götze, Götzen; Unterdrücker; Irrtum. Wird verstanden als falsche Götter und Dinge, die neben dem einen Gott angebetet werden.
tahāra(طهارة) rituelle Reinheit
takbīr(تكبير) Aussprechen der Formel Allāhu akbar
takfīr(تكفير) Praxis eines Muslims, einen anderen Glaubensgenossen zum „Ungläubigen“ (kuffar) zu erklären
taqiyya(تقية), Schutz, sich schützen; in Gefahr: mögliche Verleugnung seines islamischen Bekenntnisses gegenüber Feinden.
taqlid(تقليد) Nachahmung, der Gegensatz zu idschtihad
taqwā(تقوى) Gottesbewusstsein, Frömmigkeit, Gottesfurcht
tarīqa(طريقة) «Weg», sufischer Pfad oder sufische Gemeinschaft einer bestimmten Richtung
tasawwuf(تصوف) Sufismus, die islamische Mystik
tauhīd(توحيد) „Bekennen der Eins-heit Gottes“, das Eins-heits-Bekenntnis, nämlich, dass es nur einen Gott gibt, Monotheismus; einer der Glaubensgrundsätze.
tawāf(طواف) Die siebenmalige Umrundung der Kaaba in Mekka während des Haddsch (Pilgerreise)

## U
'ulama(علماء sing. عالم `alim «Wissender») Islamische Gelehrte, «Wissenschaftler»
umma(أمة) Volk, Gemeinschaft; die alle Muslime umfassende muslimische Gemeinde.
umrakleine Pilgerfahrt, auch Bestandteil der Hadsch
'urf(‎عرف) Brauch, Gewohnheitsrecht

## W
wahdat al-wudschūd(وحدة الوجود) sufischer Seinsmonismus
waqf(وقف) wohltätige Stiftung
wasiy(وصي, wasīy) (Plural: ausiyā’), (أوصياء) «Bevollmächtigter», eigentlich „Testamentsvollstrecker, Sachwalter, Verweser“. Der Terminus wasīy ist ein zentraler Begriff der schi'itischen Imamatslehre; ursprünglich bezeichnete er den nach dem Tode eines Propheten diesen vertretenden Bevollmächtigten; in den schi'itischen Sekten steht es für den Bevollmächtigten des zeitweise verschwundenen oder entrückten Imams.
wudū'(وضوء, wuḍūʾ) Die kleine rituelle Reinigung; das Waschen der Hände, des Gesichts, der Unterarme und der Füße vor dem Verrichten des Gebets und vor dem Berühren des Korans.

## Z
zakāt, zakāh(زكاة) wörtlich Reinheit; Pflichtabgabe, Armensteuer, eine der 5 Säulen des Islam.
Zinā(زنا) Ehebruch; bezeichnet im Islam den Geschlechtsverkehr zwischen Menschen, die nicht verheiratet sind und auch nicht in einem Konkubinatsverhältnis (Herr und Sklavin) zueinander stehen.